# Schizobopyrina gracilis
Schizobopyrina gracilis là một loài chân đều trong họ Bopyridae. Loài này được Chopra miêu tả khoa học năm 1923.